# La scala di seta
La scala di seta (em port.: A escada de seda) é uma ópera de Gioachino Rossini; farsa cômica em apenas um ato, com o libreto de Giuseppe Foppa, sua estréia ocorreu no Teatro San Moisè, de Veneza, no dia 9 de maio de 1812.

## Sinopse
Nesta farsa, conta-se como Dormont pediu em casamento sua pupila Giulia. Mas havia um grande problema: ela já tinha se casado secretamente com Dorville, a quem obrigava a subir todas as noites ao seu quarto por uma "scala di seta" (uma escada de seda). Felizmente, a prima de Giulia e um ridículo "valet de chambre" conseguem "embrulhar" as coisas que acaba tudo bem.